# Lưu Đán
Lưu Đán (chữ Hán: 刘旦, ? - 80 TCN), tức Yên Thích vương hay Yên Lạt vương (燕剌王), là vị chư hầu vương thứ tám của nước Yên thời Tây Hán trong lịch sử Trung Quốc. Ông là con trai thứ ba của Hán Vũ Đế Lưu Triệt, vua thứ 7 của nhà Hán. Mẹ ông là Lý cơ. Sử ký cũng như Hán thư không nêu rõ Lưu Đán được sinh vào năm nào.
Năm Nguyên Thứ thứ sáu đời Hán Vũ Đế (117 TCN), Lưu Đán được vua cha lập làm Yên vương do vua Yên trước đó là Lưu Định Quốc đã phạm tội và tự sát. Ông được Hán thư giới thiệu là người giỏi về tinh lịch và sổ thuật.
Cuối thời Hán Vũ Đế, triều đình nhà Hán phát sinh rối loạn. Năm 91 TCN, huynh trưởng của ông là thái tử Lưu Cứ chết, trong khi người anh thứ hai là Tề vương Lưu Hoành cũng sớm qua đời, Lưu Đán trở thành người con lớn tuổi nhất của Hán Vũ Đế còn sống. Năm 89 TCN, ông dâng thư lên Hán Vũ Đế xin vào cung làm túc vệ, ý định muốn nhân đó ở gần Vũ Đế, nắm binh quyền mà dễ dàng chiếm ngôi thái tử. Vũ Đế đoán được ý đồ này, nên không chấp nhận và sinh ra phản cảm với ông. Cuối cùng, Vũ Đế phong cho con út là Lưu Phất Lăng làm thái tử.
Năm 87 TCN, Vũ Đế chết. Lưu Phất Lăng mới 8 tuổi nối ngôi, tức Chiêu Đế. Lưu Đán oán giận vì mình là con lớn mà không được lập, nên liên kết cùng đại thần Thượng Quan Kiệt âm mưu chống lại Hán Chiêu Đế và đại thần phụ chính Hoắc Quang.
Dưới thời Chiêu Đế, triều đình ban thêm cho Lưu Đán 30 vạn tiền và 13000 hộ để tăng thực ấp, nhưng vẫn không làm ông bỏ ý đồ cướp ngôi. Năm 86 TCN, do sự xúi giục của Lang trung Thành Chẩn, chuẩn bị nổi loạn. Ông liên kết với cháu của Hiếu vương nước Tề là Lưu Trạch, chiêu mộ quân sĩ các quận, tích trữ vũ khí lương thảo chuẩn bị nổi loạn. Lang trung Hàn Nghĩa lựa lời khuyên can, bị Lưu Đán sai giết chết cùng 15 quan khác.
Sau đó, Lưu Trạch khởi binh ở Lâm Tri, tuy nhiên sự việc bị phát giác. Bình hầu Lưu Thành bắt được Lưu Đán và Lưu Trạch, giao cho triều đình. Triều đình ra lệnh giết Lưu Trạch nhưng xá miễn cho Lưu Đán.
Tuy nhiên sang năm 80 TCN, Lưu Đán lại liên kết với cha con Thượng Quan Kiệt, Thượng Quan An và Cái Trưởng công chúa khởi loạn, không may lần này sự việc bị tiết lộ. Cha con Thượng Quan bị giết, còn Lưu Đán bị buộc phải tự sát, được truy tặng thụy hiệu là Thích vương.
Lưu Đán làm Yên vương 37 năm, không rõ bao nhiêu tuổi. Sang năm 73 TCN, Hán Tuyên Đế lập con ông là Lưu Kiến làm Quảng Dương Khoảnh vương.